# Vårlyng
Vårlyng (Erica carnea), også skrevet Vår-Lyng, er en lille, stedsegrøn dværgbusk med en løs, halvkugleformet vækst. Blomsterne er værdifulde som nektarkilde for honningbier i den kritiske periode omkring de første flyvedage.

## Beskrivelse
Skuddene er oprette til nedliggende. Busken bliver efterhånden mere flad og nærmest tæppeagtig. Barken er først glat og firkantet, senere bliver den lysebrun (og stadig kantet), og til sidst er den skællet og uregelmæssig. Knopperne er ikke synlige. Bladene sidder mere eller mindre tydeligt kransstillet med fire i kransen. De er nåleagtige med but spids. Oversiden er blank og mørkegrøn, mens undersiden, der kun ses som en lys stribe, har indrullede rande og er næsten hvid. 
Blomstringen sker i det tidlige forår (februar-april), og blomsterne sidder samlet ved bladhjørnerne i små bundter á 3-5. De enkelte blomster er hængende, røde og smalt krukkeformede. Frugterne er små nødder, som af og til modner i Danmark. Det er dog sjældent, man ser dem spire.
Rodnettet består af mange, fint forgrenede trævlerødder, som ligger højt i jorden. Planten er afhængig af, at den får dannet samliv med en bestemt svampeslægt (mykorrhiza). 
Højde x bredde og årlig tilvækst: 0,25 x 1 m (10 x 10 cm/år). 

## Hjemsted
Vårlyng vokser i skovbunden under lyse skove af bjergfyr eller skovfyr. Desuden findes den på stejle bjergskråninger i fuld sol og på mager bund. 
I den fredede urskov Rothwald ved Lunz am See i Niederösterreich i Østrig findes vårlyng bl.a. sammen med Arabis alpina, Daphne striata, dværggipsurt, dværgklokke, hvid stenurt, Rhodothamnus chamaecistus og ægte aurikel.
| Portal | Portal:Botanik |